# Mănăstirea Vratna
Mănăstirea Vratna (în sârbă Манастир Вратна) este o mănăstire ortodoxă situată Vratna, în districtul Bor și în comuna Negotin din Serbia.
Mănăstirea, închinată Înălțării, adăpostește astăzi o comunitate de maici  . 

## Prezentare
Mănăstirea se află la aproximativ 40 de kilometri de Negotin și la 20  20 km de Brza Palanka, în defileul râului Vratna  . 

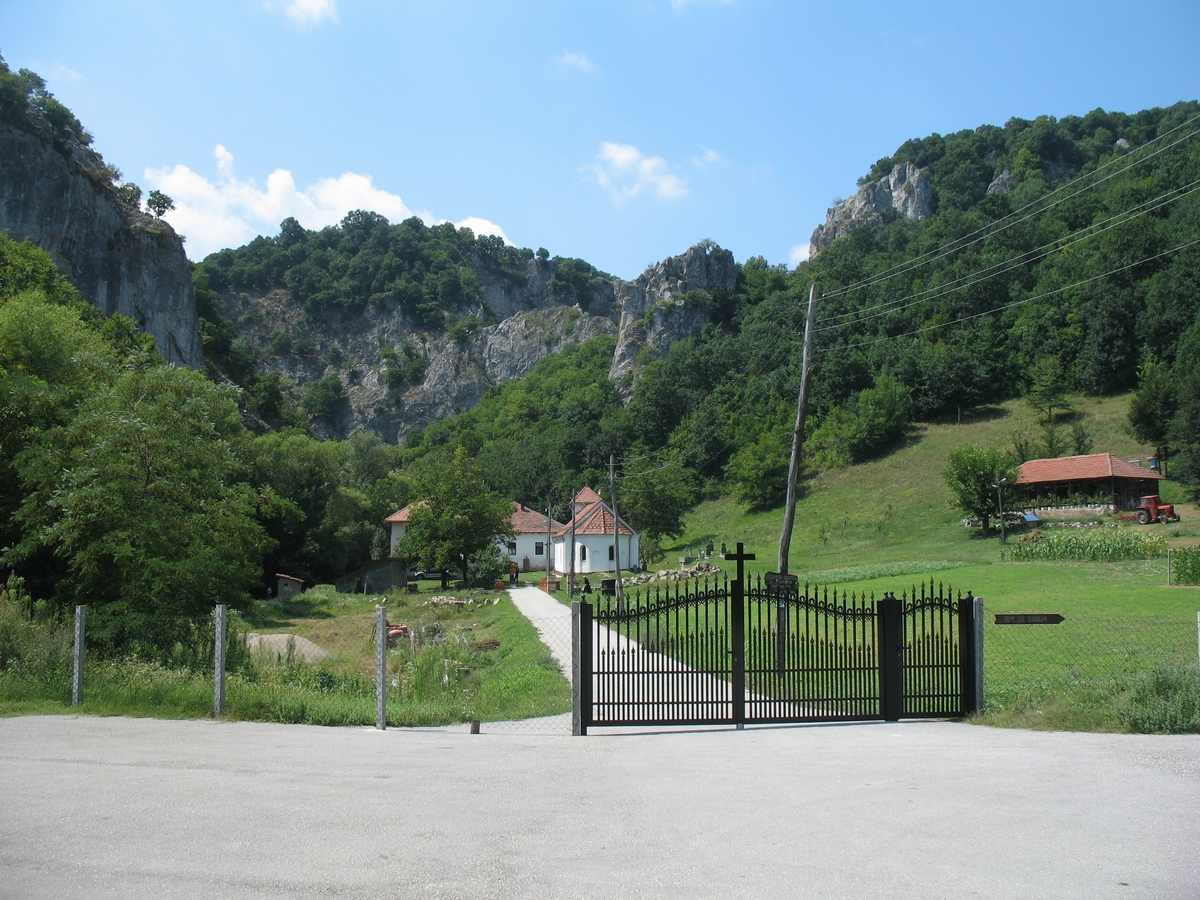
Prezentare generală a mănăstirii

Conform tradiției, a fost fondată la începutul Format:XIVe siècle de Sfântul Nicodim, al nouălea arhiepiscop de Peć, pe vremea regelui Ștefan Milutin  . A fost distrusă și reconstruită de mai multe ori. Complexul monahal de astăzi este format dintr-o biserică și două Konaks, dintre care cea mai veche a fost construită în 1856. 
Biserica, închinată Înălțării, are 16  16 m lungime și 7,5  7,5 m lățime; pereții au 2,5  2,5 m grosime  . Clădirea este formată dintr-o singură navă extinsă de o absidă semicirculară și precedată de un pronaos ; fațada vestică este dominată de un clopotniță, iar naosul este luminat de șase ferestre înguste. Fațadele sunt lipsite de orice decor anume. 
În interiorul bisericii, printre cele mai vechi fresce se află capul lui Hristos al compoziției lui Hristos Mântuitorul situat în capela proscomidiei și fragmente de reprezentări ale sfinților de pe peretele de sud, unde putem să recunoască scene din Evanghelie, Sf. Macarie, Sf. Zosimos și Sfânta Maria Egipteana.